# Nati nel 1958/Aprile
| Questa pagina contiene informazioni ricavate automaticamente dalle voci biografiche con l'ausilio del template Bio e di un bot. L'aggiornamento è periodico e automatico e ricostruisce completamente la pagina. Se manca una persona in questa lista, sei pregato di non aggiungerla, ma accertati piuttosto che la sua voce biografica contenga il template Bio e che i dati anagrafici siano correttamente compilati. Se il template Bio manca, inseriscilo tu stesso o, in alternativa, metti l'avviso {{tmp\|Bio}} che ne segnala la mancanza. Se i dati riportati sono sbagliati, correggi direttamente la voce biografica; le modifiche saranno visibili in questa lista entro pochi giorni. Per chiarimenti vedi il progetto biografie. La lista contiene solo le 246 persone che sono citate nell'enciclopedia e per le quali è stato implementato correttamente il template Bio. Pagina aggiornata al 10 ago 2025. |

- 1º aprile - Loretta Ables-Sayre, attrice e cantante statunitense
- 1º aprile - D. Boon, cantante, compositore e chitarrista statunitense († 1985)
- 1º aprile - Luigi Capuzzo, allenatore di calcio e ex calciatore italiano
- 1º aprile - Toni Innauer, dirigente sportivo austriaco
- 1º aprile - Hiromi Kawakami, scrittrice giapponese
- 1º aprile - Hasnat Khan, cardiochirurgo pakistano
- 1º aprile - Mohsen Fakhrizadeh, fisico iraniano († 2020)
- 1º aprile - Asdrúbal Sánchez, ex calciatore venezuelano
- 1º aprile - Tita, allenatore di calcio e ex calciatore brasiliano
- 1º aprile - James Wilkes, ex cestista statunitense
- 2 aprile - Wilson Armas, ex calciatore ecuadoriano
- 2 aprile - Éric Besson, politico francese
- 2 aprile - Larry Drew, allenatore di pallacanestro e ex cestista statunitense
- 2 aprile - Mark Holton, attore statunitense
- 2 aprile - Franz Nietlispach, atleta paralimpico svizzero
- 2 aprile - Flavia Perina, giornalista, scrittrice e ex politica italiana
- 3 aprile - Alec Baldwin, attore e comico statunitense
- 3 aprile - Vanna Bonta, romanziera, poetessa e attrice statunitense († 2014)
- 3 aprile - Paulo Luiz Massariol, ex calciatore brasiliano
- 3 aprile - David Ragsdale, violinista, chitarrista e compositore statunitense
- 3 aprile - Francesca Woodman, fotografa statunitense († 1981)
- 4 aprile - Peter Baltes, bassista tedesco
- 4 aprile - Umberto Brindani, giornalista italiano
- 4 aprile - Cazuza, cantautore brasiliano († 1990)
- 4 aprile - Christian Danner, ex pilota automobilistico tedesco
- 4 aprile - Patrizia Di Malta, cantante, paroliera e traduttrice italiana
- 4 aprile - Patrizia Garganese, modella, attrice e conduttrice televisiva italiana
- 4 aprile - Lam Jones, velocista e giocatore di football americano statunitense († 2019)
- 4 aprile - Chico Linares, allenatore di calcio e ex calciatore spagnolo
- 4 aprile - Fabio Melilli, politico italiano
- 4 aprile - Drinka Milović, ex cestista jugoslava
- 4 aprile - Bia Nunnes, attrice brasiliana
- 4 aprile - David Roback, chitarrista e cantautore statunitense († 2020)
- 4 aprile - Marita Sandig, ex canottiera tedesca
- 4 aprile - Vichai Srivaddhanaprabha, imprenditore e dirigente sportivo thailandese († 2018)
- 4 aprile - John Toro, ex arbitro di calcio colombiano
- 4 aprile - Johnny Vicari, ex sciatore alpino italiano
- 4 aprile - Masakuni Yamamoto, allenatore di calcio e ex calciatore giapponese
- 5 aprile - Jesús Alberto Benedé, ex calciatore spagnolo
- 5 aprile - Henrik Dettmann, allenatore di pallacanestro finlandese
- 5 aprile - Anthony Horowitz, scrittore e sceneggiatore inglese
- 5 aprile - Ryōichi Kawakatsu, allenatore di calcio e ex calciatore giapponese
- 5 aprile - Afzal Khan, politico britannico
- 5 aprile - Johan Kriek, ex tennista sudafricano
- 5 aprile - Liu Shouxiang, pittore e insegnante cinese († 2020)
- 5 aprile - Daniel Schneidermann, giornalista e blogger francese
- 5 aprile - Susan Sloan, ex nuotatrice canadese
- 6 aprile - Mike Brkovich, ex cestista canadese
- 6 aprile - Peter Del Vecho, produttore cinematografico statunitense
- 6 aprile - Vladimír Kinier, ex calciatore cecoslovacco
- 6 aprile - Ulf Moen, ex calciatore norvegese
- 6 aprile - George Spell, attore statunitense († 2022)
- 6 aprile - Pasquale Vessa, politico italiano
- 7 aprile - Florian Doru Crihana, artista romeno
- 7 aprile - Erwin Kostner, allenatore di hockey su ghiaccio e ex hockeista su ghiaccio italiano
- 7 aprile - Danilo Madonia, musicista, arrangiatore e compositore italiano
- 7 aprile - Americo Porfidia, politico italiano
- 8 aprile - Dino Ceglie, compositore e produttore discografico italiano
- 8 aprile - Christopher Deninger, matematico tedesco
- 8 aprile - Maarten Ducrot, ex ciclista su strada e pistard olandese
- 8 aprile - Steve Paterson, allenatore di calcio e ex calciatore scozzese
- 8 aprile - Tom Petranoff, ex giavellottista statunitense
- 8 aprile - Rosario Sasso, ex calciatore italiano
- 8 aprile - Rikard Wolff, attore, cantante e doppiatore svedese († 2017)
- 8 aprile - Viktor Ivanovič Zinčuk, chitarrista e compositore russo
- 9 aprile - François Brisson, allenatore di calcio e ex calciatore francese
- 9 aprile - Víctor Diogo, ex calciatore uruguaiano
- 9 aprile - Massimo Saverio Ennio Fundarò, politico italiano
- 9 aprile - Vesa Laukkanen, ex siepista finlandese
- 9 aprile - Tony Sibson, ex pugile britannico
- 9 aprile - Gregg Tafralis, pesista statunitense († 2023)
- 9 aprile - Eberhard Zangger, geologo, archeologo e antropologo svizzero
- 10 aprile - Bob Bell, ingegnere britannico
- 10 aprile - Efim Naumovič Bronfman, pianista russo
- 10 aprile - Flemming Christensen, allenatore di calcio e ex calciatore danese
- 10 aprile - Maurizio Dotti, fumettista italiano
- 10 aprile - Leanne Harrison, ex tennista australiana
- 10 aprile - André Kiser, bobbista svizzero
- 10 aprile - Mike Lazzo, produttore televisivo statunitense
- 10 aprile - Júnior Brasília, ex calciatore brasiliano
- 10 aprile - Tadeusz Truskolaski, economista, politico e esperantista polacco
- 11 aprile - Stuart Adamson, cantautore e chitarrista britannico († 2001)
- 11 aprile - Luísa Diogo, politica mozambicana
- 11 aprile - Aleksej Ermolinskij, scacchista statunitense
- 11 aprile - Ljudmila Kondrat'eva, ex velocista sovietica
- 11 aprile - Luc Luycx, medaglista belga
- 11 aprile - Georgi Slavkov, calciatore bulgaro († 2014)
- 12 aprile - Ako, attrice giapponese
- 12 aprile - J. Alexander, modello e personaggio televisivo statunitense
- 12 aprile - Elisabeth Bosch, ex cestista olandese
- 12 aprile - Reiner Cunz, storico e numismatico tedesco
- 12 aprile - Bernard Fellay, vescovo cattolico svizzero
- 12 aprile - Tony James, bassista e chitarrista britannico
- 12 aprile - Will Sergeant, chitarrista britannico
- 12 aprile - Jim Smith, ex cestista statunitense
- 12 aprile - Paul St.Peter, doppiatore statunitense
- 12 aprile - Karel Stromšik, allenatore di calcio, dirigente sportivo e ex calciatore ceco
- 12 aprile - Klaus Tafelmeier, ex giavellottista tedesco
- 12 aprile - Ginka Zagorčeva, ex ostacolista bulgara
- 13 aprile - Marco Fedi, politico italiano
- 13 aprile - Jean-Marc Pilorget, allenatore di calcio e ex calciatore francese
- 13 aprile - Joseba Sarrionandia, scrittore, poeta e filologo spagnolo
- 13 aprile - Samir Shaker, ex calciatore iracheno
- 13 aprile - Nadhum Shaker, calciatore iracheno († 2020)
- 13 aprile - Zuo Shusheng, ex calciatore cinese
- 14 aprile - Javier Álvarez Arteaga, allenatore di calcio e ex calciatore colombiano
- 14 aprile - Pasquale Anselmo, attore e doppiatore italiano
- 14 aprile - Peter Capaldi, attore britannico
- 14 aprile - Ron Crevier, ex cestista canadese
- 14 aprile - John D'Aquino, attore statunitense
- 14 aprile - Danie Gerber, ex rugbista a 15 e allenatore di rugby a 15 sudafricano
- 14 aprile - Vito Lo Scrudato, scrittore e giornalista italiano
- 14 aprile - Aprile Millo, soprano statunitense
- 14 aprile - Santiago Urquiaga, ex calciatore spagnolo
- 15 aprile - John Dossett, attore statunitense
- 15 aprile - Keith Hackney, artista marziale misto statunitense
- 15 aprile - Memos Iōannou, ex cestista e allenatore di pallacanestro greco
- 15 aprile - Anne Michaels, poetessa e scrittrice canadese
- 15 aprile - Riccardo Milani, regista e sceneggiatore italiano
- 15 aprile - Vittorio Poma, politico italiano
- 15 aprile - Benjamin Zephaniah, scrittore e poeta britannico († 2023)
- 16 aprile - Leif Henning Asla, ex calciatore norvegese
- 16 aprile - Margherita Caligiuri, produttrice televisiva italiana
- 16 aprile - Claudio Pablo Castricone, vescovo cattolico argentino
- 16 aprile - Uma Narayan, scrittrice indiana
- 16 aprile - Ricco Ross, attore statunitense
- 16 aprile - Javier Sardà, giornalista, conduttore radiofonico e conduttore televisivo spagnolo
- 16 aprile - Francesco Silvestri, drammaturgo, attore teatrale e regista teatrale italiano († 2022)
- 16 aprile - Mark Zonder, batterista statunitense
- 17 aprile - Michael Bach, violoncellista e compositore tedesco
- 17 aprile - John McGeady, ex calciatore scozzese
- 17 aprile - Marek Motyka, allenatore di calcio e ex calciatore polacco
- 17 aprile - Sandro Piccinini, giornalista, conduttore televisivo e telecronista sportivo italiano
- 17 aprile - Rainer Strohbach, ex nuotatore tedesco orientale
- 17 aprile - Kevin Wacholz, ex wrestler statunitense
- 18 aprile - Shaibu Amodu, allenatore di calcio e calciatore nigeriano († 2016)
- 18 aprile - Eamonn Bannon, ex calciatore britannico
- 18 aprile - Gabi Delgado, cantante spagnolo († 2020)
- 18 aprile - Abbas Diop, ex cestista ivoriano
- 18 aprile - Pedro Febles, calciatore e allenatore di calcio venezuelano († 2011)
- 18 aprile - Michail Ivanov, ex pallanuotista sovietico
- 18 aprile - Sergej Markov, politologo e politico russo
- 18 aprile - Wanda Richert, attrice e ballerina statunitense
- 18 aprile - Thomas Simaku, compositore albanese
- 18 aprile - Filomeno do Nascimento Vieira Dias, arcivescovo cattolico angolano
- 19 aprile - Steve Antin, produttore cinematografico, sceneggiatore e regista statunitense
- 19 aprile - Mats Arvidsson, ex calciatore svedese
- 19 aprile - Wilson Ávila, ex calciatore boliviano
- 19 aprile - César Charlone, direttore della fotografia uruguaiano
- 19 aprile - Diego Fasolis, direttore d'orchestra svizzero
- 19 aprile - Peter Freeman, giornalista e autore televisivo italiano
- 19 aprile - Stevie B, cantautore, compositore e produttore discografico statunitense
- 19 aprile - Karin Kadenbach, politica austriaca
- 19 aprile - Roberto López Ufarte, ex calciatore spagnolo
- 19 aprile - Gennaro Petrone, musicista e compositore italiano († 2014)
- 19 aprile - Wayne Robinson, ex cestista statunitense
- 19 aprile - Göran Unger, ex cestista svedese
- 20 aprile - Stefano Bettarello, ex rugbista a 15 e allenatore di rugby a 15 italiano
- 20 aprile - Dragan Đokanović, politico bosniaco
- 20 aprile - Vjačeslav Fetisov, ex hockeista su ghiaccio, allenatore di hockey su ghiaccio e politico russo
- 20 aprile - Gero Grassi, politico, giornalista e scrittore italiano
- 20 aprile - Slavenko Kuzeljević, allenatore di calcio e ex calciatore serbo
- 20 aprile - Anna Praderio, giornalista, autrice televisiva e conduttrice televisiva italiana
- 20 aprile - Sergej Starikov, allenatore di hockey su ghiaccio e ex hockeista su ghiaccio sovietico
- 21 aprile - Dīmītra Arapoglou, politica greca
- 21 aprile - Mike Barson, tastierista britannico
- 21 aprile - Francis Duffy, arcivescovo cattolico irlandese
- 21 aprile - Tony Giammalva, ex tennista statunitense
- 21 aprile - Vlado Goreski, artista macedone
- 21 aprile - Sergio Laccone, cantautore e compositore italiano
- 21 aprile - Gordan Lederer, fotografo croato († 1991)
- 21 aprile - Geneviève Lemon, attrice australiana
- 21 aprile - Andie MacDowell, attrice e modella statunitense
- 21 aprile - Lidia Mannuzzu, biologa e fisiologa italiana († 2016)
- 21 aprile - Steve Meister, ex tennista statunitense
- 21 aprile - Mustafa Merry, allenatore di calcio e ex calciatore marocchino
- 21 aprile - Dale Mitchell, allenatore di calcio e ex calciatore canadese
- 21 aprile - Michiko Ueno, politica giapponese
- 21 aprile - Yoshito Usui, fumettista giapponese († 2009)
- 22 aprile - Jorge Aravena, ex calciatore e allenatore di calcio cileno
- 22 aprile - Milivoj Bračun, ex calciatore e allenatore di calcio croato
- 22 aprile - Alfredo José Espinoza Mateus, arcivescovo cattolico ecuadoriano
- 22 aprile - Gary Etherington, ex calciatore inglese
- 22 aprile - Viviana González, ex tennista argentina
- 22 aprile - Pierre Gramegna, politico lussemburghese
- 22 aprile - Lokua Kanza, cantante e compositore della Repubblica Democratica del Congo
- 22 aprile - Andy, cantante iraniano
- 23 aprile - Magnus Andersson, ex calciatore svedese
- 23 aprile - Carl Bailey, ex cestista statunitense
- 23 aprile - Sue Cook, ex marciatrice australiana
- 23 aprile - Radu Mihăileanu, regista, sceneggiatore e produttore cinematografico romeno
- 23 aprile - Yvonne Ridley, giornalista inglese
- 23 aprile - Livio Valentinsig, ex cestista italiano
- 24 aprile - Nicola D'Agostino, politico italiano
- 24 aprile - Annamaria Furlan, politica e sindacalista italiana
- 24 aprile - Fernando Luna, ex tennista spagnolo
- 24 aprile - Koulīs Pantziaras, ex calciatore cipriota
- 24 aprile - Giuseppe Rausa, giornalista, critico cinematografico e musicista italiano
- 24 aprile - Giorgio Rutigliano, informatico italiano
- 25 aprile - Francesco Caruso Cardelli, doppiatore e direttore del doppiaggio italiano
- 25 aprile - Fish, cantante e attore britannico
- 25 aprile - Garbo, cantautore italiano
- 25 aprile - Misha Glenny, giornalista, scrittore e conduttore radiofonico britannico
- 25 aprile - Joseph Gerard Hanefeldt, vescovo cattolico statunitense
- 25 aprile - Luis Guillermo Solís, politico costaricano
- 25 aprile - Marlies Oberholzer, ex sciatrice alpina svizzera
- 25 aprile - Sergej Tarakanov, ex cestista sovietico
- 26 aprile - Angelo Barbagallo, produttore cinematografico italiano
- 26 aprile - Vladimir Belov, pallamanista russo († 2016)
- 26 aprile - Anna Casagrande, cavallerizza italiana
- 26 aprile - Luca Crocicchi, pittore italiano
- 26 aprile - Johnny Dumfries, nobile e pilota automobilistico britannico († 2021)
- 26 aprile - Giancarlo Esposito, attore statunitense
- 26 aprile - John Bonaventure Kwofie, arcivescovo cattolico ghanese
- 26 aprile - Giōrgos Kōstikos, allenatore di calcio e ex calciatore greco
- 26 aprile - Dick Miller, cestista statunitense († 2014)
- 26 aprile - Sebastiano Nardone, attore italiano
- 26 aprile - Dieter Schatzschneider, allenatore di calcio e ex calciatore tedesco
- 26 aprile - Paolo Serra, attore italiano
- 27 aprile - David Barnes, velista neozelandese († 2020)
- 28 aprile - Silvio José Báez Ortega, vescovo cattolico nicaraguense
- 28 aprile - Doris De Agostini, sciatrice alpina svizzera († 2020)
- 28 aprile - Gene Scheer, cantautore, librettista e paroliere statunitense
- 28 aprile - Hal Sutton, golfista statunitense
- 28 aprile - Christopher Young, compositore statunitense
- 29 aprile - Adriano Cevolotto, vescovo cattolico italiano
- 29 aprile - René Collin, politico belga
- 29 aprile - Giovanni Galli, dirigente sportivo, ex calciatore e politico italiano
- 29 aprile - Savage Steve Holland, animatore e regista statunitense
- 29 aprile - Brad Lewis, produttore cinematografico statunitense
- 29 aprile - Kristaq Mile, allenatore di calcio e ex calciatore albanese
- 29 aprile - Marco Pedrini, alpinista svizzero († 1986)
- 29 aprile - Michelle Pfeiffer, attrice statunitense
- 29 aprile - Eve Plumb, attrice statunitense
- 29 aprile - Carlos Ramos Rivera, ex calciatore cileno
- 29 aprile - Bolívar Ruiz, ex calciatore ecuadoriano
- 29 aprile - Gerardo Villalonga Hellín, vescovo cattolico spagnolo
- 29 aprile - Martin Whitmarsh, imprenditore e dirigente sportivo inglese
- 30 aprile - Charles Berling, attore, regista e sceneggiatore francese
- 30 aprile - Barry Blitt, artista canadese
- 30 aprile - Nina Bohm, ex tennista svedese
- 30 aprile - Angiolina Gobbi, doppiatrice e direttrice del doppiaggio italiana
- 30 aprile - Pietro Pittalis, politico italiano
- 30 aprile - Raymond Poisson, vescovo cattolico canadese
- 30 aprile - Abdelaziz Soulaimain, ex calciatore marocchino
- 30 aprile - Heimo Zobernig, artista, pittore e scultore austriaco